# Ryan Cochrane
Ryan Cochrane (Victoria (Brits-Columbia), 29 oktober 1988) is een Canadese zwemmer. Cochrane vertegenwoordigde zijn vaderland op de Olympische Zomerspelen 2008 in Peking en op de Olympische Zomerspelen 2012 in Londen.

## Carrière
Cochrane maakte zijn internationale debuut op de Gemenebestspelen 2006 in Melbourne waar hij als achtste eindigde op de 400 meter vrije slag en als vijfde op de 1500 meter vrije slag. Na dit toernooi reisde hij af naar Shanghai om deel te nemen aan de wereldkampioenschappen kortebaanzwemmen 2006 waar hij als zevende eindigde op de 1500 meter vrije slag. Op de 200 en 400 meter vrije slag en de 400 meter wisselslag werd Cochrane in de series uitgeschakeld. Later dat jaar vonden in zijn geboorteplaats de Pan Pacific kampioenschappen zwemmen 2006 plaats. Hier behaalde Cochrane zijn eerste internationale medaille, brons op de 800 meter vrije slag. Daarnaast eindigde hij als vierde op de 1500 meter vrije slag en als zevende op de 400 meter vrije slag.
Op de wereldkampioenschappen zwemmen 2007 in Melbourne bereikte Cochrane de zevende plaats op de 800 meter vrije slag maar werd hij uitgeschakeld in de series van zowel de 400 als de 1500 meter vrije slag. Tijdens de Olympische Zomerspelen van 2008 in Peking werd hij in de series uitgeschakeld op de 400 meter vrije slag, Cochrane kwam 0,03 seconde tekort om de finale te bereiken. Op de 1500 meter vrije slag veroverde hij de bronzen medaille achter Oussama Mellouli en Grant Hackett.

### 2009-2012
Op de wereldkampioenschappen zwemmen 2009 in de Italiaanse hoofdstad Rome veroverde Cochrane de zilveren medaille op de 1500 meter vrije slag en de bronzen medaille op de 800 meter vrije slag, op de 400 meter vrije slag eindigde hij op de zevende plaats.
In Irvine nam de Canadees deel aan de Pan Pacific kampioenschappen zwemmen 2010, op dit toernooi sleepte hij de gouden medaille in de wacht op zowel de 800 als de 1500 meter vrije slag en mocht hij de zilveren medaille in ontvangst nemen op de 400 meter vrije slag. Tijdens de Gemenebestspelen 2010 in Delhi legde Cochrane beslag op de gouden medaille op zowel de 400 als de 1500 meter vrije slag, samen met Stefan Hirniak, Brent Hayden en Brian Johns eindigde hij als vierde op de 4x200 meter vrije slag.
Op de wereldkampioenschappen zwemmen 2011 in Shanghai veroverde de Canadees de zilveren medaille op zowel de 800 als de 1500 meter vrije slag, nadat hij het toernooi begonnen was met de vijfde plaats op de 400 meter vrije slag.
Tijdens de Olympische Zomerspelen van 2012 in Londen behaalde Cochrane de zilveren medaille op de 1500m vrije slag, op de 400 meter vrije slag strandde hij in de series. 

### 2013-heden
Op de wereldkampioenschappen zwemmen 2013 in Barcelona veroverde Cochrane de zilveren medaille op de 1500 meter vrije slag en de bronzen medaille op 800 meter vrije slag, nadat hij het toernooi begonnen was met de vierde plaats op de 400 meter vrije slag.
Tijdens de Gemenebestspelen 2014 in Glasgow sleepte de Canadees de gouden medaille in de wacht op zowel de 400 als de 1500 meter vrije slag, op de 200 meter vrije slag werd hij, na een swim-off, uitgeschakeld in de series. In Gold Coast nam Cochrane deel aan de Pan-Pacifische kampioenschappen zwemmen 2014. Op dit toernooi legde hij beslag op de gouden medaille op de 800 meter vrije slag en op de zilveren medaille op de 1500 meter vrije slag, daarnaast eindigde hij als vierde op de 400 meter vrije slag. Op de wereldkampioenschappen kortebaanzwemmen 2014 in Doha veroverde de Canadees de bronzen medaille op de 1500 meter vrije slag, op de 400 meter vrije slag eindigde hij op de zesde plaats.
Tijdens de Pan-Amerikaanse Spelen 2015 in Toronto behaalde Cochrane de gouden medaille op zowel de 400 als de 1500 meter vrije slag, op de 4x200 meter vrije slag legde hij samen met Jeremy Bagshaw, Alec Page en Stefan Milosevic beslag op de bronzen medaille. Op de wereldkampioenschappen zwemmen 2015 in Kazan sleepte de Canadees de bronzen medaille in de wacht op zowel de 400 als de 1500 meter vrije slag, daarnaast strandde hij in de series van de 800 meter vrije slag.

## Internationale toernooien
| Jaar | Olympische Spelen                       | WK langebaan                                                | WK kortebaan                                                                    | PanPacs                                                    | Gemenebestspelen                                          | Pan-Ams                                                |
| ---- | --------------------------------------- | ----------------------------------------------------------- | ------------------------------------------------------------------------------- | ---------------------------------------------------------- | --------------------------------------------------------- | ------------------------------------------------------ |
| 2006 |                                         |                                                             | 35e 200m vrije slag 21e 400m vrije slag 7e 1500m vrije slag 17e 400m wisselslag | 7e 400m vrije slag · 800m vrije slag · 4e 1500m vrije slag | 8e 400m vrije slag 5e 1500m vrije slag                    |                                                        |
| 2007 |                                         | 18e 400m vrije slag 7e 800m vrije slag 15e 1500m vrije slag |                                                                                 |                                                            |                                                           | geen deelname                                          |
| 2008 | 9e 400m vrije slag · 1500m vrije slag   |                                                             | geen deelname                                                                   |                                                            |                                                           |                                                        |
| 2009 |                                         | 7e 400m vrije slag · 800m vrije slag · 1500m vrije slag     |                                                                                 |                                                            |                                                           |                                                        |
| 2010 |                                         |                                                             | geen deelname                                                                   | 400m vrije slag · 800m vrije slag · 1500m vrije slag       | 400m vrije slag · 1500m vrije slag · 4e 4x200m vrije slag |                                                        |
| 2011 |                                         | 5e 400m vrije slag · 800m vrije slag · 1500m vrije slag     |                                                                                 |                                                            |                                                           | geen deelname                                          |
| 2012 | 9e 400m vrije slag · 1500m vrije slag   |                                                             | geen deelname                                                                   |                                                            |                                                           |                                                        |
| 2013 |                                         | 4e 400m vrije slag · 800m vrije slag · 1500m vrije slag     |                                                                                 |                                                            |                                                           |                                                        |
| 2014 |                                         |                                                             | 6e 400m vrije slag · 1500m vrije slag                                           | 4e 400m vrije slag · 800m vrije slag · 1500m vrije slag    | 9e 200m vrije slag · 400m vrije slag · 1500m vrije slag   |                                                        |
| 2015 |                                         | 400m vrije slag · 10e 800m vrije slag · 1500m vrije slag    |                                                                                 |                                                            |                                                           | 400m vrije slag · 1500m vrije slag · 4x200m vrije slag |
| 2016 | 11e 400m vrije slag 6e 1500m vrije slag |                                                             | 06.12.-11.12.                                                                   |                                                            |                                                           |                                                        |

## Persoonlijke records
Bijgewerkt tot en met 7 december 2014
Kortebaan
| Afstand          | Tijd     | Datum           | Plaats  |
| ---------------- | -------- | --------------- | ------- |
| 0200m vrije slag | 01.47,60 | 11 maart 2009   | Toronto |
| 0400m vrije slag | 03.39,10 | 6 augustus 2009 | Leeds   |
| 0800m vrije slag | 07.38,44 | 7 december 2014 | Doha    |
| 1500m vrije slag | 14.23,35 | 7 december 2014 | Doha    |

Langebaan
| Afstand          | Tijd     | Datum           | Plaats   |
| ---------------- | -------- | --------------- | -------- |
| 0200m vrije slag | 01.48,55 | 8 juli 2009     | Montreal |
| 0400m vrije slag | 03.43,46 | 24 juli 2014    | Glasgow  |
| 0800m vrije slag | 07.41,86 | 27 juli 2011    | Shanghai |
| 1500m vrije slag | 14.39,63 | 4 augustus 2012 | Londen   |